# Nachtjagdgeschwader 4
Das Nachtjagdgeschwader 4 war ein Geschwader der Luftwaffe im Zweiten Weltkrieg, das primär für die Nachtjagd aufgestellt und eingesetzt wurde. Das Geschwader flog nach seiner Aufstellung zunächst in Westfrankreich, später ausschließlich in der Reichsverteidigung. Dort war es unter anderem mit dem Luftschutz für den süddeutschen Raum beauftragt. Ferner flog das Geschwader ab Ende 1944 Fernjagdeinsätze über England. Bei Kriegsende lag das Geschwader im Raum Schleswig-Holstein, wo es kapitulierte.

## Einsätze
Der Aufstellungsbefehl des künftigen Nachtjagdgeschwaders 4 (NJG 4) wurde im Januar 1941 erteilt. Aufstellungsort des Geschwaderstabes war Metz. Aber erst im Dezember 1941 wurden Teile der I. und II. Gruppe des Zerstörergeschwaders 26 von der Ostfront von ihrem dortigen Einsatz zurückgezogen und auf Nachtjagd umgerüstet. Die Aufstellung der II. Gruppe des NJG 4 erfolgte im April 1942 in Laupheim. Sie verlegte bereits im Mai nach Rheine. Die III. Gruppe wurde im Mai 1942 durch Zuführung von Maschinen der 1., 4. und 8. Staffel des Nachtjagdgeschwaders 1 gebildet. Als offizieller Aufstellungstag des Geschwaders wird der 1. Mai 1942 angegeben. Erst im Oktober 1942 wurde, als letzte der Gruppen, die I. Gruppe aufgestellt. Ihre Kontingente stammten aus der eigenen Geschwadergruppe III. und der I. Gruppe des Nachtjagdgeschwaders 3. Damit war die Aufstellung des NJG 4 abgeschlossen. Die Geschwaderkennung war 3C.
Unterstellt war das NJG 4 zunächst der 3. Jagddivision, später der 4. Jagddivision des XII. Fliegerkorps beim Luftwaffenbefehlshaber Mitte. In den Jahren 1942 und 1943 lagen die Gruppen des Geschwaders in Frankreich auf Flugplätzen wie Metz, St. Dizier, Dijon-Longvic, Dole-Tavaux, Laon-Athies, Florennes sowie Juvincourt. Darüber hinaus sind Einsatzorte der III. Gruppe mit Brandis und Jüterbog bekannt. Im Frühjahr 1944 lag der Geschwaderstab in Chenay, die I. Gruppe in Florennes, die II. in Coulommiers und die III. in Mainz, später wieder Juvincourt. Nach der alliierten Landung in der Normandie im Juni 1944 stand das Geschwader bis August 1944 in Einsätzen an der Invasionsfront, unter anderem bei Einsätzen im Raum Avranches und dem niederländischen Nijmegen.
Anschließend wurde das Geschwader für die Reichsverteidigung nach Deutschland zurückverlegt. Der Geschwaderstab wurde nach Mainz delegiert. Die I. Gruppe lag in Langendiebach, die II. in Frankfurt am Main und die III. Gruppe war in Twente stationiert. Hier oblag dem Geschwader der Schutz des süddeutschen Raumes. Ende 1944 wurden das Geschwader erneut verlegt. Der Geschwaderstab befand sich nunmehr in Paderborn-Mönkeloh, die I. weiterhin in Langendiebach, die II. Gruppe in Gütersloh und die III. lag in Kassel-Rothwesten. Bis Kriegsende wurden die Reste des Geschwaders in Richtung Schleswig-Holstein abgedrängt (unter anderem Eggebek), es kapitulierte dort, ein Teil auch in Faßberg. Anfang Mai 1945 bestand das Geschwader aus nur noch drei Staffeln. Bis dahin war es in den letzten Kriegsmonaten an Fernjagdeinsätzen gegen England sowie bei der Zerstörung der alliierten Pontonbrücken bei Wesel im Einsatz gewesen.
Insgesamt errang das NJG 4 seit seiner Aufstellung bis Kriegsende 579 Luftsiege gegen Großbomber, was etwa drei vollständigen Bomberdivisionen entsprach.

## Letzte Gliederung
Die letzte Gliederung des NJG 4 datiert von Anfang Mai 1945. Demnach ergibt sich folgende Struktur:
| Gruppe      | Dienstgrad | Name   |
| ----------- | ---------- | ------ |
| I. Gruppe   | Hauptmann  | Krause |
| II. Gruppe  | Hauptmann  | Rauh   |
| III. Gruppe | Hauptmann  | Meist  |

## Geschwaderkommodore
Das Geschwader wurde von drei Kommodores geführt:
| Dienstgrad     | Name                     | Datum                               |
| -------------- | ------------------------ | ----------------------------------- |
| Major          | Rudolf Stoltenhoff       | 18. April 1941 bis 20. Oktober 1943 |
| Oberstleutnant | Wolfgang Thimmig         | 20. Oktober 1943                    |
| Major          | Heinz-Wolfgang Schnaufer | November 1944 bis 8. Mai 1945       |